# ラッキー・ラヴ
「ラッキー・ラヴ」 (I Should Be So Lucky) は、オーストラリアのシンガーソングライターのカイリー・ミノーグの楽曲である。

## 背景
世界デビューとなったセカンド・シングル。カイリーの初期の代表曲の一つであり、イギリスやオーストラリアなどで1位を記録した。日本では、オリコン洋楽シングルチャートで1988年6月20日付から12週連続1位を獲得した。全世界で約1200万枚を売り上げた。
2012年にはアビイ・ロード・スタジオでオーケストラとともに再録音したトーチ・ヴァージョンがセルフカバー・アルバム『女神(アフロディーテ)のすべて 〜アビイ・ロード・セッションズ〜』に収録された。

## カバー
1988年には和田加奈子、2000年には天才てれびくんワイドの番組内でスウィートピクルス（佐久間信子、ダーブロウ有紗、俵有希子）、2007年にはmihimaru GTによる日本語カバー、2017年にはDizzy Sunfistによるカバーも発表されている。

## トラック・リスト
- 7" シングル

1. "I Should Be So Lucky" - 3:24
2. "I Should Be So Lucky (Instrumental)" - 3:24

- 12" シングル

1. "I Should Be So Lucky (Extended Remix)" - 6:08
2. "I Should Be So Lucky (Instrumental)" - 3:24

- 12" シングル (The Bicentennial Mix)

1. "I Should Be So Lucky" (Bicentennial Mix) - 6:12
2. "I Should Be So Lucky" (Instrumental) - 3:24

- 12" シングル (南米)

1. "I Should Be So Lucky" (Original Mix) - 6:00
2. "I Should Be So Lucky" (Dance Remix) - 6:10
3. "I Should Be So Lucky" (Instrumental) - 3:24

- iTunesデジタルEP -リミックス

1. "I Should Be So Lucky" (extended version)
2. "I Should Be So Lucky" (The bicentennial remix)
3. "I Should Be So Lucky" (7" instrumental)
4. "I Should Be So Lucky" (7" backing track)
5. "I Should Be So Lucky" (12" remix)
6. "I Should Be So Lucky" (12" remix instrumental)
7. "I Should Be So Lucky" (12" remix backing track)

## シングルチャート順位
| 週間チャート (1987/88)                           | 最高位 |
| ------------------------------------------------ | ------ |
| ケント・ミュージック・レポート（オーストラリア） | 1      |
| エードライ（オーストリア）                       | 4      |
| Top 30（ベルギー）                               | 8      |
| RPM（カナダ）                                    | 61     |
| ネーダラントス（オランダ）                       | 12     |
| スオメン（フィンランド）                         | 1      |
| SNEPチャート（フランス）                         | 4      |
| メディア・コントロール（ドイツ）                 | 1      |
| IFPI香港                                         | 1      |
| アイルランドチャート                             | 1      |
| オリコン洋楽（日本）                             | 1      |
| ニュージーランドチャート                         | 3      |
| ヴェーゲー・リスタ（ノルウェー）                 | 5      |
| スヴァリイェトプリストン（スウェーデン）         | 13     |
| ヒットパラーデ（スイス）                         | 1      |
| Billboard European Hot 100 Singles（ヨーロッパ） | 1      |
| 全英シングルチャート                             | 1      |
| Billboard Hot 100（アメリカ）                    | 28     |
| Billboard Hot Dance Club Songs（アメリカ）       | 10     |
| 南アフリカシングルチャート                       | 1      |